# Pygicornides
Genre
Pygicornides est un genre de collemboles de la famille des Sminthurididae.

## Distribution
Les espèces de ce genre sont endémiques d'Australie.

## Liste des espèces
Selon Checklist of the Collembola of the World (version du 19 août 2019) :
- Pygicornides stagnalis (Womersley, 1932)
- Pygicornides torridus Betsch, 1969

## Publication originale
- Betsch, 1969 : Contribution à l’étude des Sminthuridinae (Collemboles Symphypterones) un genre nouveau d'Australie: Pygicornides. Revue d'Écologie et de Biologie du Sol, vol. 6, p. 349-355.